# Henri Louis Charles Bouteiller de Châteaufort
Henri Louis Charles Bouteiller de Châteaufort, né le 25 mars 1782 au Mans et mort le 4 octobre 1839 dans la même ville, est un homme politique français.

## Biographie
Propriétaire, maire du Mans en 1815, il est député de la Sarthe de 1827 à 1830, siégeant à droite avec les ultra-royalistes. Il démissionne en 1830 pour ne pas prêter serment à la monarchie de Juillet.
Le 28 août 1829, il est promu officier de la Légion d'honneur.

## Sources
- « Henri Louis Charles Bouteiller de Châteaufort », dans Adolphe Robert et Gaston Cougny, Dictionnaire des parlementaires français, Edgar Bourloton, 1889-1891 [détail de l’édition]